# Новоалимовское сельское поселение
Новоалимовское се́льское поселе́ние — муниципальное образование в Актанышском районе Татарстана Российской Федерации.
Административный центр — село Новое Алимово.

## История
Статус и границы сельского поселения установлены Законом Республики Татарстан от 31 января 2005 года № 13-ЗРТ «Об установлении границ территорий и статусе муниципального образования "Актанышский муниципальный район" и муниципальных образований в его составе».

## Население
| 2010  | 2011  | 2012  | 2013  | 2014  | 2015  | 2016  |
| ----- | ----- | ----- | ----- | ----- | ----- | ----- |
| 1503  | ↘1501 | ↘1500 | ↘1477 | ↘1470 | ↘1439 | ↘1422 |
| 2017  | 2018  | 2019  | 2020  |       |       |       |
| ↗1446 | ↘1440 | ↘1424 | ↘1388 |       |       |       |

## Состав сельского поселения
| № | Населённый пункт | Тип населённого пункта       | Население |
| - | ---------------- | ---------------------------- | --------- |
| 1 | Новое Алимово    | село, административный центр |           |
| 2 | Старое Алимово   | деревня                      |           |